# Кальца, Антонио
Антонио Кальца (итал. Antonio Calza; 1653, Верона, Венецианская республика — 14 апреля 1725, там же) — итальянский живописец, писавший картины в стиле барокко.

## Биография

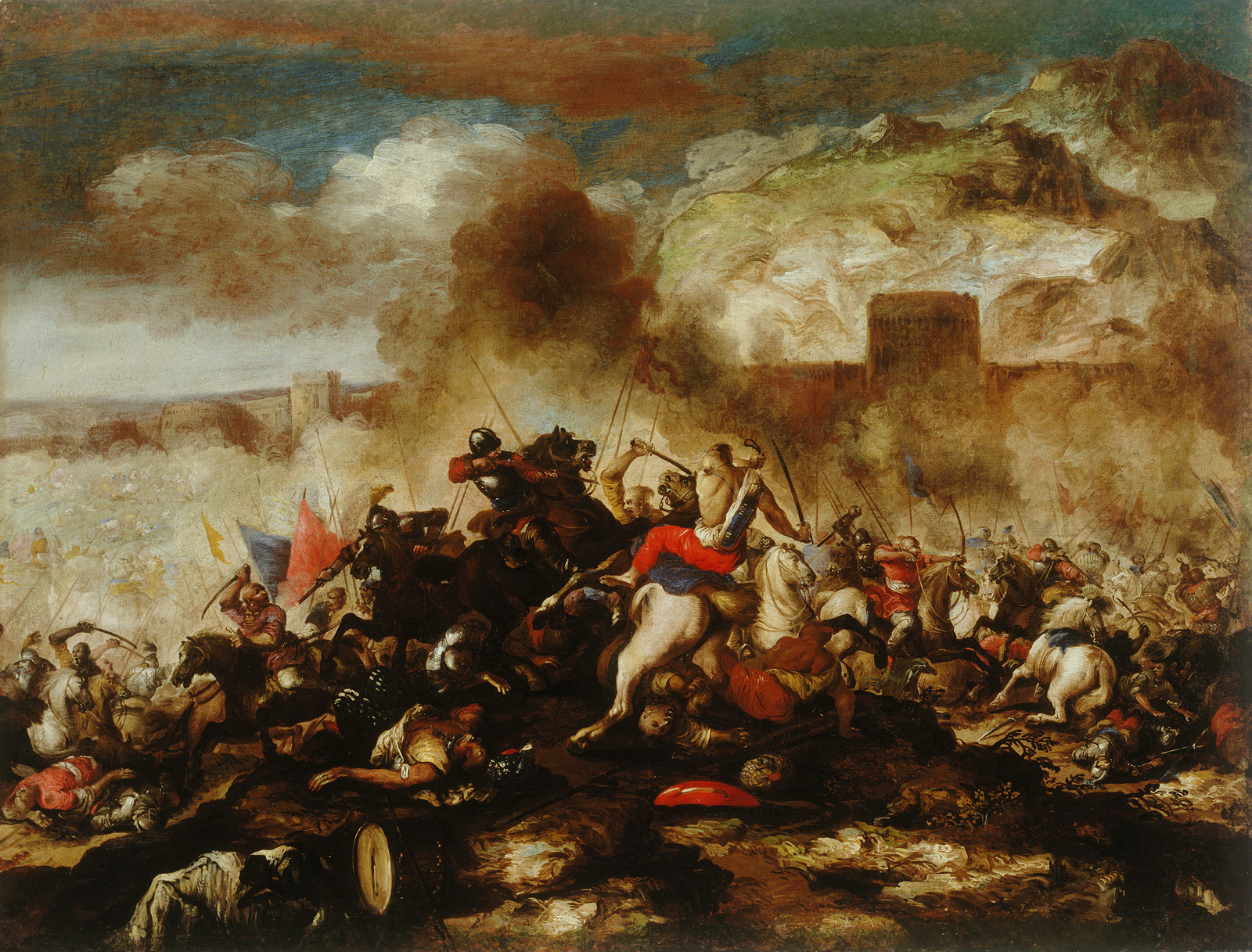
«Битва с турками под стенами крепости» (1712 / 1716). Холст, масло. 93 х 122,5 см. Люблянский университет, Любляна

Родился в Вероне в 1653 году в семье ювелира. Увлёкшись рисованием, отказался от карьеры ювелира и подростком бежал в Болонью, где обучался живописи в мастерской Карло Чиньяни. По совету учителя сосредоточил усилия на написании батальных сцен и пейзажей. Продолжил образование в Риме, изучая творчество Боргоньоне. В 1675 году вернулся домой и женился на старой богатой вдове, после смерти которой получил большое наследство. Вскоре по возвращении в Верону приобрёл известность, одного из лучших живописцев батальных сцен и пейзажей. Выполнял заказы по украшению интерьера во дворцах аристократов и храмах. Из-за непреднамеренного убийства человека, снова бежал из Вероны в Болонью, где скрывался под именем художника Дзанотти. В этот период стал членом Академии искусств в Болонье. Женился во второй раз на молодой женщине, и снова овдовел. После смерти второй супруги некоторое время пробыл в Тоскане. В 1706 году переехал в Венецию, где в 1708 году женился в третий раз на Ангиоле Агнессе Пакман, фламандской художнице, работавшей в жанре натюрморта. В 1718 году переехал в Милан, где в сотрудничестве с учениками работал на огромным полотном «Освобождение Турина». Позднее по приглашению Евгения Савойского в Вене Кальца написал для полководца «Взятие Белграда». Получив амнистию от властей Вероны, художник смог вернуться в родной город, где умер в 1725 году и был похоронен в церкви Сан-Маттео. На его гробнице было написано «болонский живописец».